# Franz Brozincevic (Fahrzeughersteller)
Die Franz Brozincevic & Cie. (FBW) in Wetzikon gehörte zu den bedeutendsten LKW-, Autobus- und Trolleybus-Herstellern in der Schweiz.

## Geschichte
Der 1892 in die Schweiz eingewanderte Kroate Franz Brozincevic baute 1910 in Zürich seinen ersten Lastwagen, den er Franz nannte. Dieser wurde als Postauto von der Schweizerischen Post eingesetzt. Eine internationale Pionierleistung gelang ihm 1911 mit dem ersten Fünf-Tonnen-Lastwagen mit Kardanantrieb. 1916 wurde die Motorenfabrik Wetzikon übernommen. Ab 1918 wurden in Wetzikon Lastwagen und Autobusse unter dem Markennamen FBW hergestellt.
1925 vergab FBW eine Lizenz an Henschel & Sohn in Kassel für die Herstellung und den Verkauf von FBW-Konstruktionen im Ausland. Das Unternehmen entwickelte sich gut. Nach dem Tod von Franz Brozincevic im Jahr 1933 übernahm sein Sohn Franz jun. die Geschäftsleitung, zwei weitere Brüder arbeiteten in der Firma mit. Während des Zweiten Weltkriegs wurden Fahrzeuge für die Schweizer Armee produziert.
FBW war ein innovatives Unternehmen, so stellte es bereits 1954 das halbautomatische Planetengetriebe vor, das seiner Zeit weit voraus war. Für die Fahrer erübrigte sich das ständige Kuppeln, daher waren FBW-Autobusse vor allem bei städtischen Verkehrsbetrieben sehr beliebt. Eine Weiterentwicklung dieser Getriebe fand dann auch bei 6 DM und 10 DM von Saurer Anwendung, die in den 1980er Jahren für die Schweizer Armee gebaut wurden.
1972 begannen die Zusammenarbeit mit Mitsubishi Motors und der Verkauf von Mitsubishi-Fahrzeugen in der Schweiz. 1974 stellte das Unternehmen in Zusammenarbeit mit dem Verband Schweizerischer Transportunternehmungen (VST) den VST-Einheitstrolleybus vor. Bereits ab 1957 stellte FBW mit dem GTr51 ausserdem den ersten Gelenktrolleybus der Schweiz her.
Nach der Ölkrise ging der Verkauf von Nutzfahrzeugen ab 1974 zurück, 1978 wurde FBW vom Oerlikon-Bührle-Konzern übernommen. Etwa zur gleichen Zeit wurden 22 Busse FBW 40VH für die Schweizerische Post sowie die FBW 50U gebaut.
1982 wurde FBW mit der Adolph Saurer AG zur Nutzfahrzeuggesellschaft Arbon & Wetzikon (NAW) zusammengeschlossen, an dieser war Daimler-Benz mit 40 Prozent beteiligt. 1985 verliess der letzte FBW, ein Flughafenbus für den Flughafen Zürich-Kloten, das Werk. Der Bus mit der FBW-Nummer 7157 war auf dem BAX-Chassis aufgebaut worden, das Gesamtgewicht lag bei 19 t, der Radstand betrug 7'100 mm. Die Karosserie wurde von Carrosserie Hess AG aus Bellach hergestellt, als Motor kam ein Mercedes-Benz OM 352 mit 96 kW zum Einsatz. Das Fahrzeug wurde am 23. Mai 1985 an den Flughafen übergeben, damit endete die Fahrzeugproduktion bei FBW. Flughafenbusse mit dem BAX-Chassis wurden bei Caetano in Portugal unter der Typenbezeichnung Cobus Industries weiter gebaut. Im Jahr 2007 wurde der 2'000. Flughafenbus fertiggestellt. Bis 1986 wurden noch Planetengetriebe vom Typ PG10 für die Saurer 6DM und Saurer 10DM weiter produziert. 1995 wurde das Werk in Wetzikon geschlossen. Insgesamt produzierte FBW im Laufe seines Bestehens:
- 16 Traktoren
- 18 Gyrobusse
- 498 Trolleybusse
- 1012 Anhänger
- 1263 Autobusse
- 3878 Lastwagen

### FBW-LKW-Modelle (1942–1956)
| Typ                 | Bauzeitraum | Motorbezeichnung       | Chassis   | Hubraum   | Stückzahl       |
| ------------------- | ----------- | ---------------------- | --------- | --------- | --------------- |
| LKW Militär 3 1⁄2 t | 1939–1945   | FBW R / 4 Zyl. (D)     | AM 40     | 5702 cm³  | 95 (1942–45)    |
| LKW 3 1⁄2 t         | 1942–1944   | FBW RH / 4 Zyl. (H)    | AM 40     | 5702 cm³  | 3               |
| LKW 6 t             | 1942–1956   | FBW D34 / 6 Zyl. (D+H) | AS 47     | 8553 cm³  | 151 (D) + 6 (H) |
| LKW Militär 5 t     | 1943-1949   | FBW D34 / 6 Zyl. (D)   | AS 46     | 8553 cm³  | 55              |
| LKW 4 t             | 1942–1954   | FBW RH / 4 Zyl. (D+H)  | AM 44     | 5702 cm³  | 24 (D) + 1 (H)  |
| LKW 5-6 t           | 1942–1956   | FBW D34 / 6 Zyl. (D+H) | AS 50     | 8553 cm³  | 64 (D) + 5 (H)  |
| LKW 6 t             | 1943–1953   | FBW D34 / 6 Zyl. (D)   | L 40      | 8553 cm³  | 46              |
| LKW 3 t             | 1943        | FBW M30 / 6 Zyl. (B)   | FA        | 8313 cm³  | 1               |
| LKW 3 t             | 1943        | FBW D34 / 6 Zyl. (H)   | F 35      | 8553 cm³  | 1               |
| LKW 3 t             | 1943–1952   | FBW R / 4 Zyl. (D)     | F 35      | 5702 cm³  | 10              |
| LKW 4 t             | 1943–1944   | FBW RH / 4 Zyl. (H)    | AM 40     | 5702 cm³  | 3               |
| LKW Militär 4 t     | 1943–       | FBW RD / 4 Zyl. (D)    | AM 40     | 5702 cm³  |                 |
| LKW 6 t             | 1943–       | FBW D34 / 6 Zyl. (D)   | L50       | 8553 cm³  |                 |
| LKW Polizei 3 1⁄2 t | 1943–       | FBW M30 / 6 Zyl. (B)   | F         | 8313 cm³  |                 |
| LKW 6 t             | 1945-       | FBW DD / 6 Zyl. (D)    | LN 40     | 8553 cm³  |                 |
| LKW 4 t             | 1946–       | FBW RD / 4 Zyl. (D)    | A 35      | 5702 cm³  |                 |
| LKW 6 1⁄2 t         | 1947–       | FBW DD / 6 Zyl. (D)    | 50 V      | 8553 cm³  |                 |
| LKW 7 t             | 1956–       | FBW ED51U / 6 Zyl. (D) | L 70 U    | 11045 cm³ |                 |
| LKW 8 1⁄2 t         | 1954–       | FBW ED / 6 Zyl. (D)    | AS 50-L70 | 11045 cm³ |                 |
| LKW 6 t             | 1950–       | FBW DD / 6 Zyl. (D)    | LN 50 V   | 8553 cm³  |                 |

Legende Motor:
D34 = 6 Zylinder Diesel (seit 1934); R = 4 Zylinder Diesel; RH = Holzgasausführung mit Zündkerzen; DD = 6 Zylinder Diesel mit Direkteinspritzung; RD 4 Zylinder Diesel mit Direkteinspritzung; ED51 = neue Generation 6 Zylinder Diesel Direkteinspritzer ab 1951
Legende Chassis:
31 = 3,5 bis 4 t; 34 = 3,40 m Radstand; 35 = 3 bis 5 t Nutzlast; 38 = 3,80 m Radstand; 40 = 5 t Nutzlast oder bei Militär 4,00 m Radstand; 44–47 = 4,40 m oder 4,70 m Radstand; 50 = 6 bis 7 t Nutzlast oder bei Militär 5,00 m Radstand; 51 = 6 bis 7 t Nutzlast; 70 = 8 bis 9 t Nutzlast; A = 4,5 bis 6,5 t Nutzlast; B = Stadtbus; C = Reisebus; F = leichtes Chassis bis 3,5 t Nutzlast; FA = erhöhte Nutzlast; L = Lastwagen; M = mittelschwerer Militärlastwagen; N = Niederrahmen (meist Busse); O = Bus; S = schwerer Militärlastwagen; SM = Chassis für Motor zwischen den Achsen; Tr = Trolleybus (Oberleitung); U = liegender Motor; V = Frontlenker ohne Motorhaube; X = Allradfahrzeug; Y = Gyrobus (Kreiselantrieb)

## Produktionszahlen
Gesamtproduktion 755: Fahrzeuge von 1942 bis 1952
| Jahr     | 1942 | 1943 | 1944 | 1945 | 1946 | 1947 | 1948 | 1949 | 1950 | 1951 | 1952 | Summe |
| -------- | ---- | ---- | ---- | ---- | ---- | ---- | ---- | ---- | ---- | ---- | ---- | ----- |
| LKW      | 30   | 52   | 27   | 46   | 38   | 33   | 44   | 46   | 64   | 81   | 96   | 557   |
| BUS      | 1    | 5    | 9    | 3    | 9    | 14   | 28   | 18   | 12   | 9    | 10   | 118   |
| Trolley  | 2    |      | 4    | 5    | 1    | 11   | 3    | 9    | 23   | 21   |      | 79    |
| Gyro     |      |      |      |      |      |      |      |      |      |      | 1    | 1     |
| Summe    | 33   | 57   | 40   | 54   | 48   | 58   | 75   | 73   | 99   | 111  | 107  | 755   |
| Anhänger | 15   | 145  | 188  | 78   | 28   | 25   | 25   | 5    |      |      |      | 609   |
| Motoren  |      |      | 5    | 2    | 1    | 2    |      | 1    |      |      | 1    | 12    |

Motorlieferungen von 1944 an Uranus Traktoren AG in Zürich; weitere Motoren gingen an Autokurs Solothurn-Wasseramt.

## Bilder

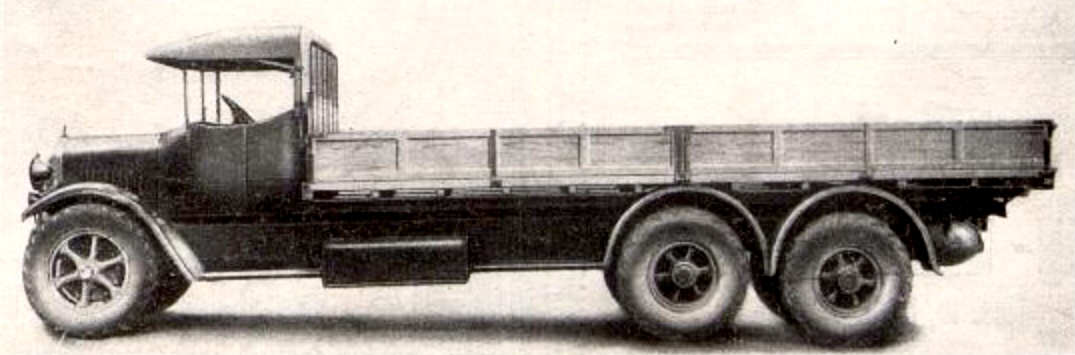
F.B.W 10 t von 1925
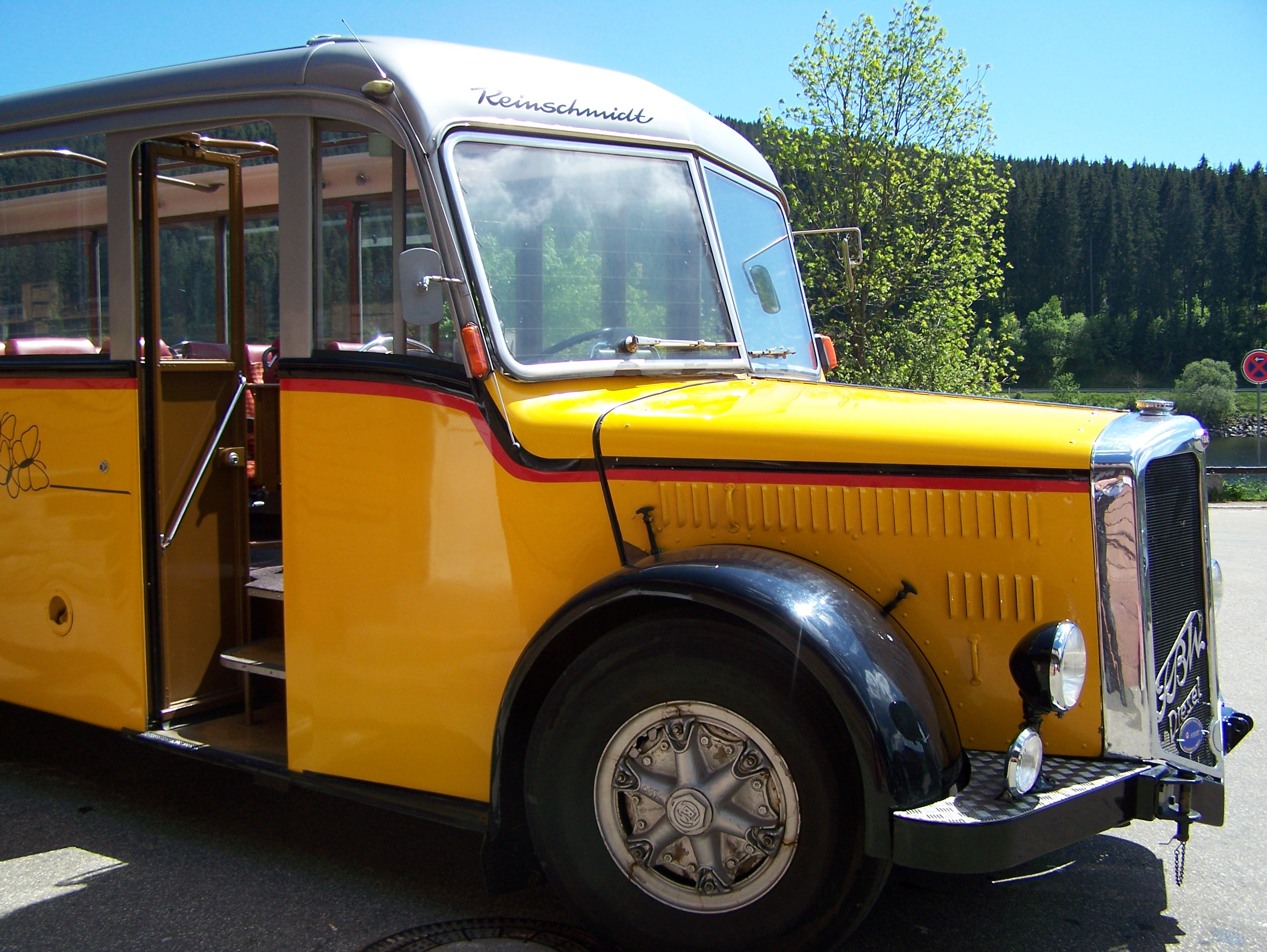
FBW 50 ON-CH aus dem Jahr 1951
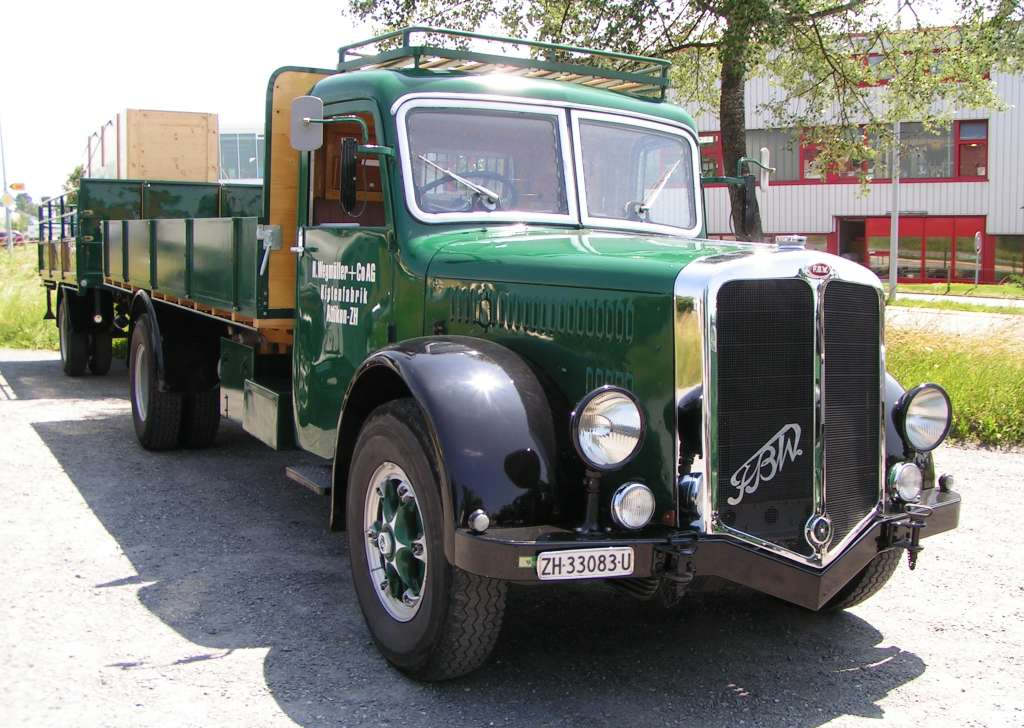
FBW-Lastwagen
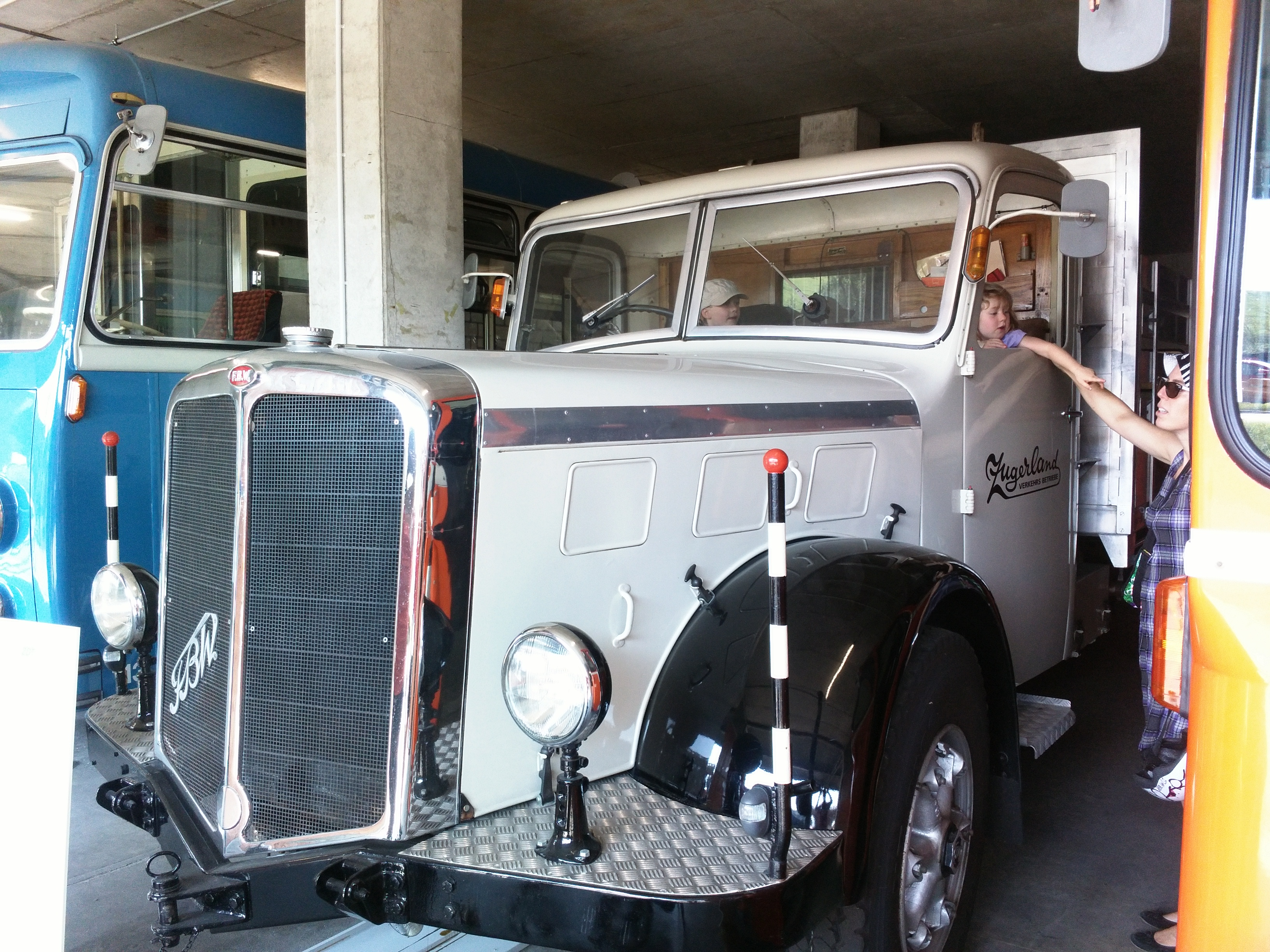
FBW L 50 ED der ZVB
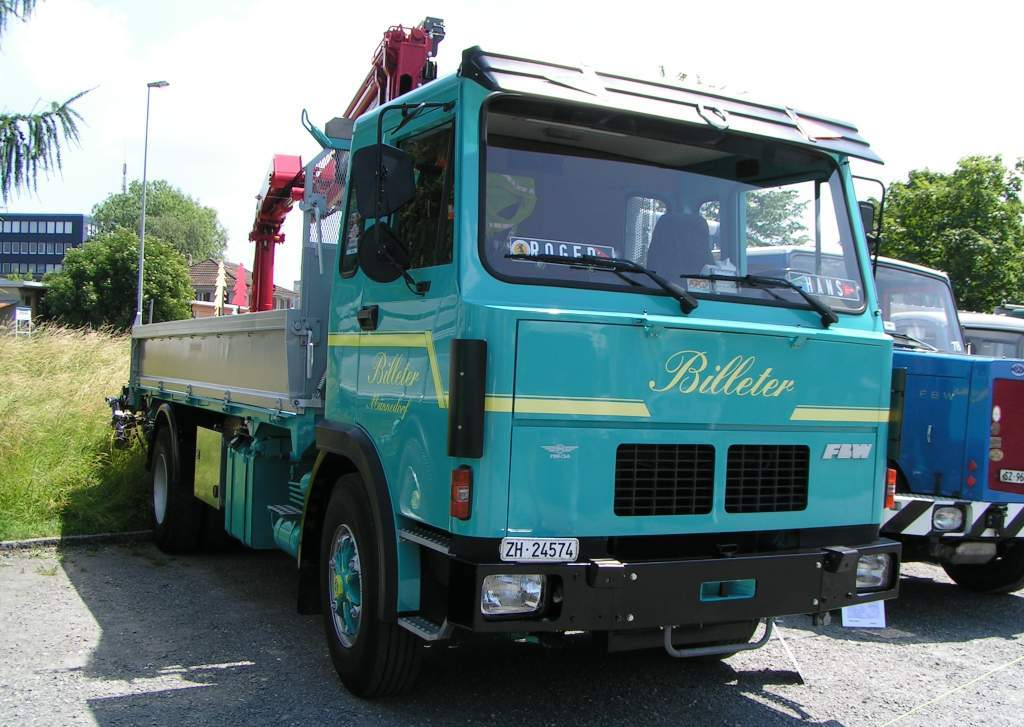
FBW-Frontlenker
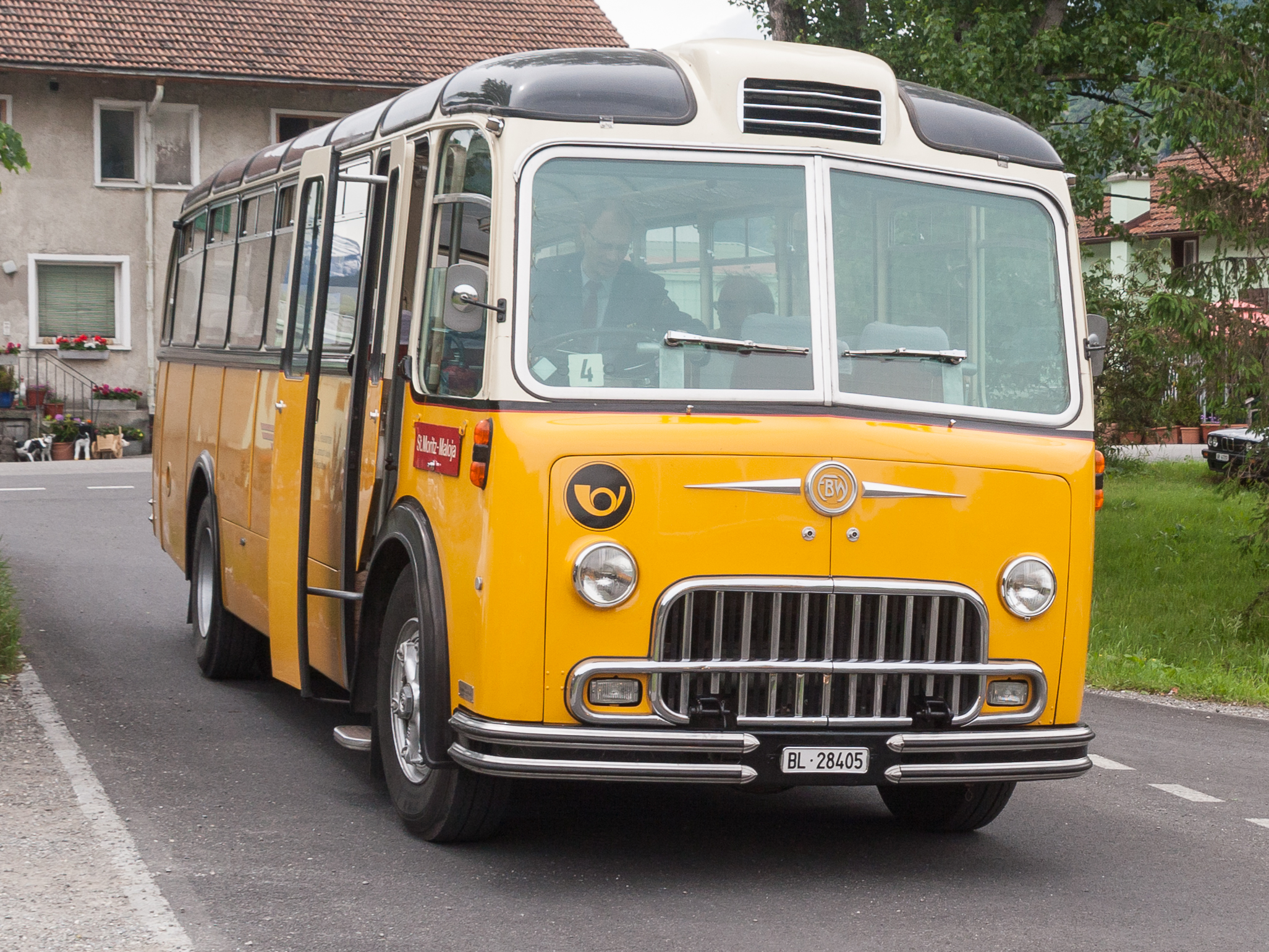
FBW C40U «Haifischmaul»
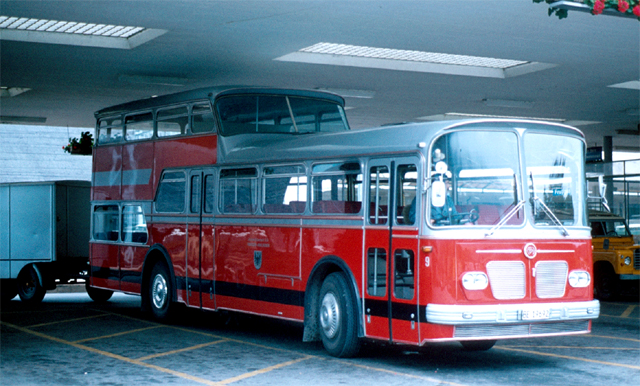
Automobilverkehr Frutigen-Adelboden AG (AFA) Bus 9
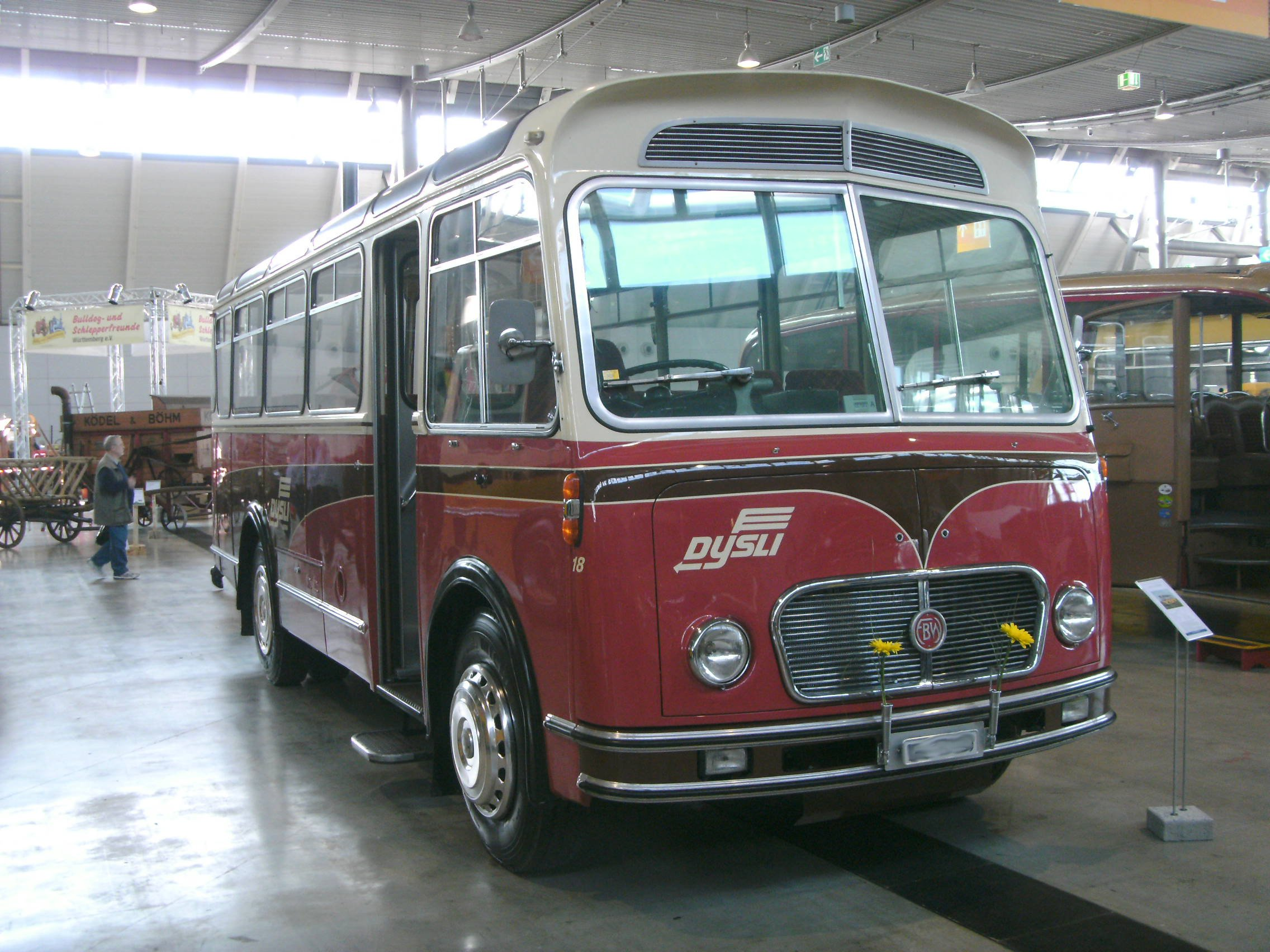
FBW PC35-U, Baujahr 1962, 150 PS
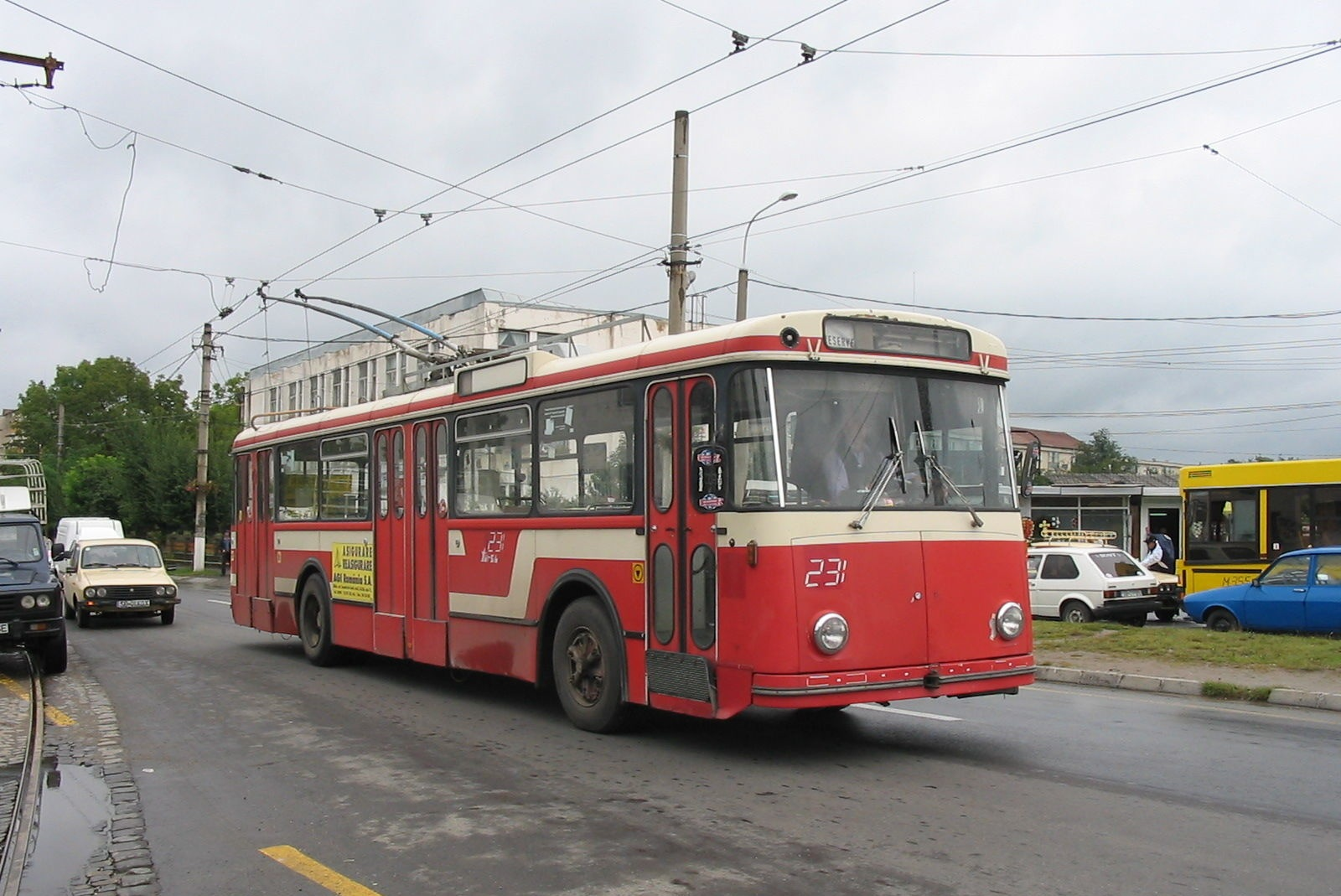
Ein ehemals Bieler Trolleybus im rumänischen Sibiu
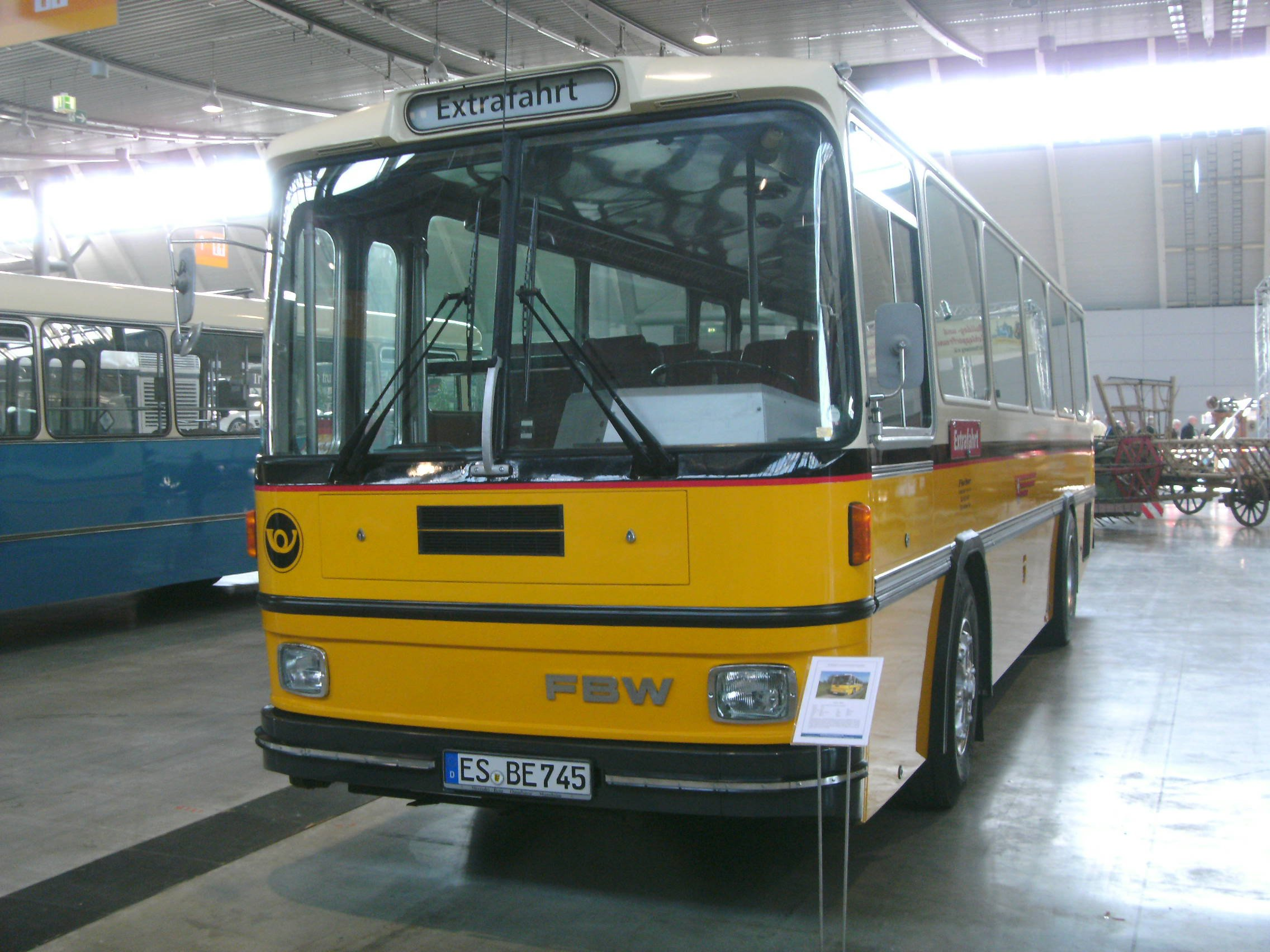
FBW 40VH, Baujahr 1978, 255 PS
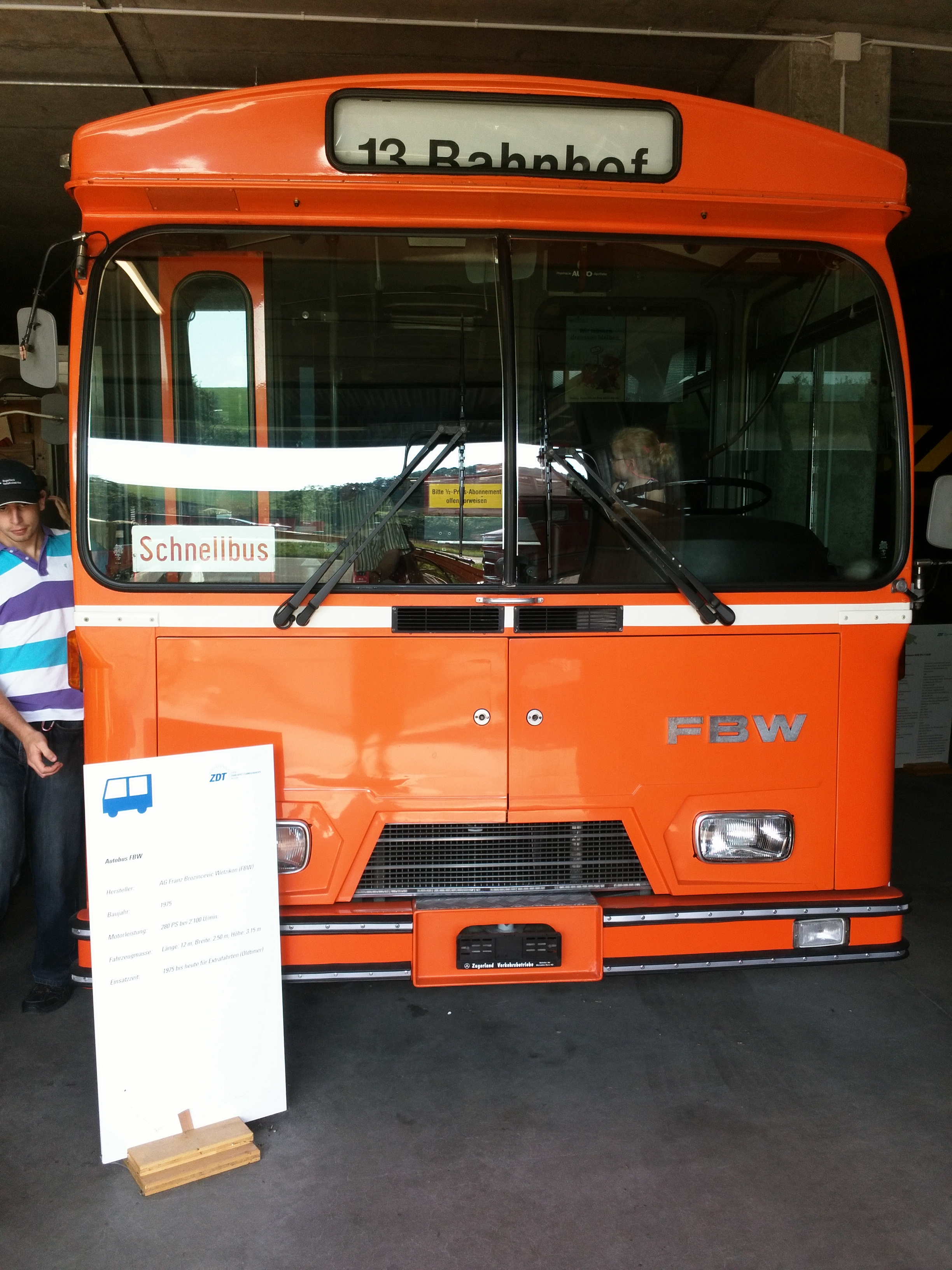
FBW 91U EU4A in VST-Einheitslackierung
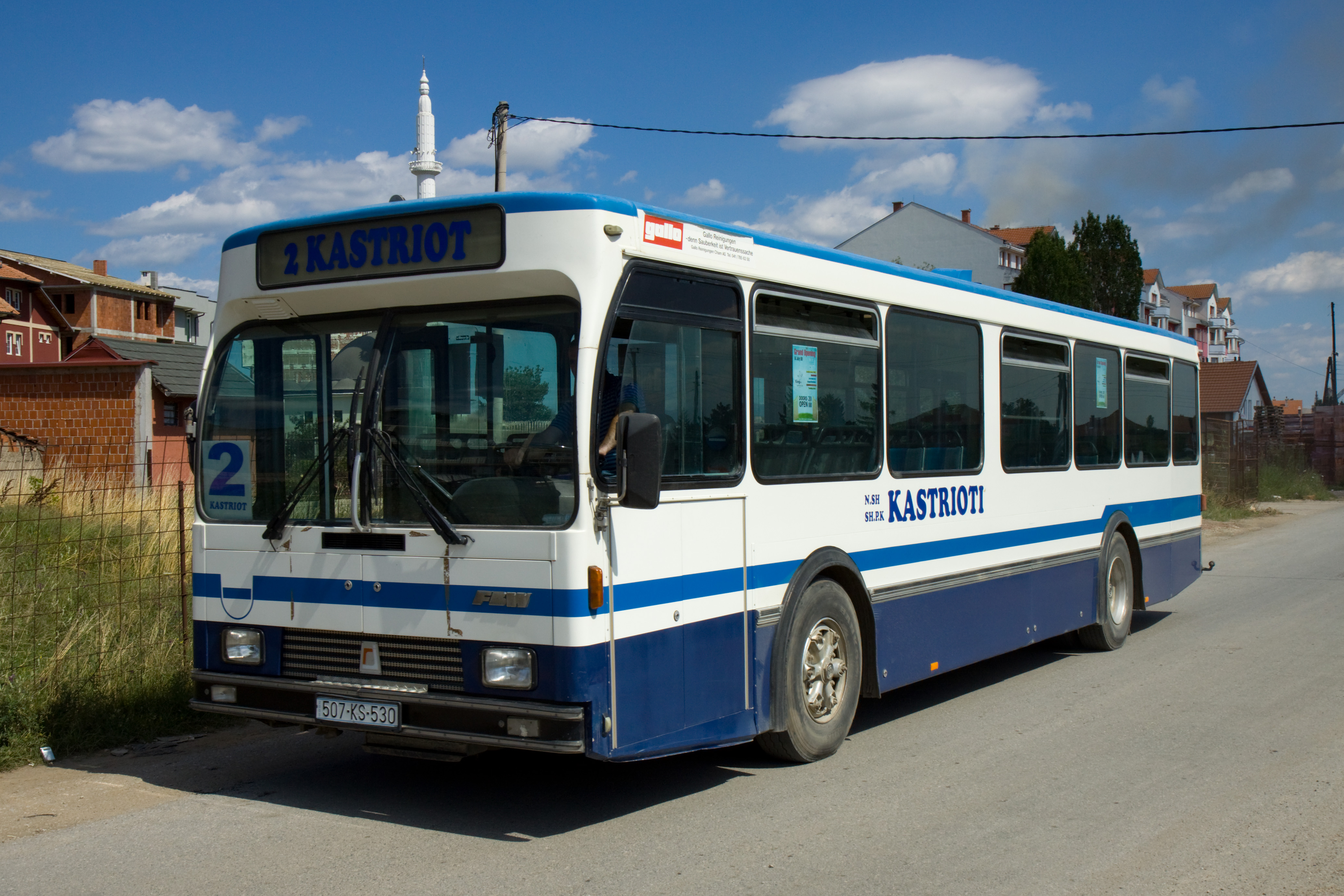
FBW 71U mit Karosserie von Ramseier&Jenzer, Baujahr 1983, einer der letzten von FBW gebauten Stadtbusse
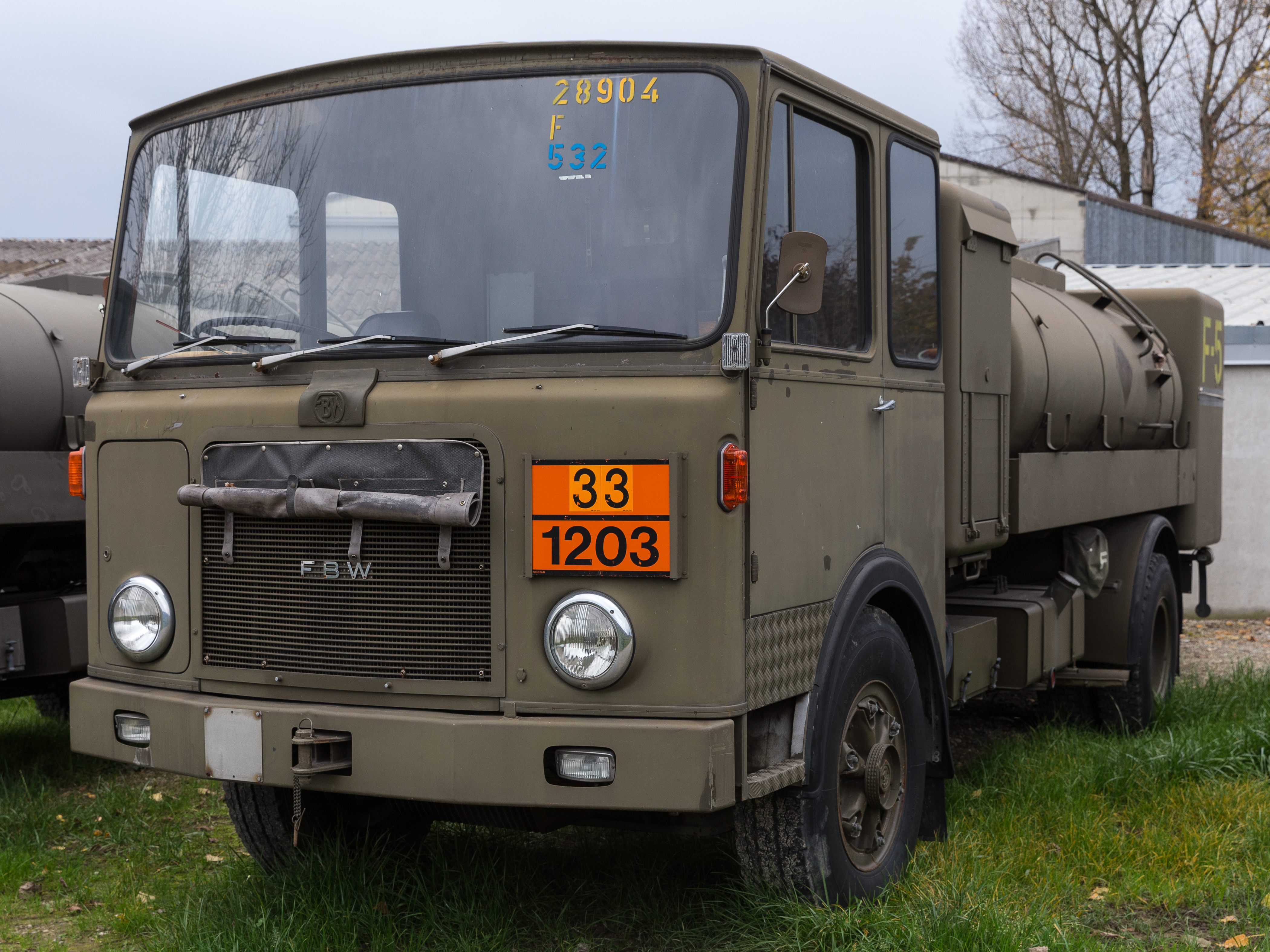
FBW L50V-E3 4x2 Flugzeugtankwagen, zivil genutzt
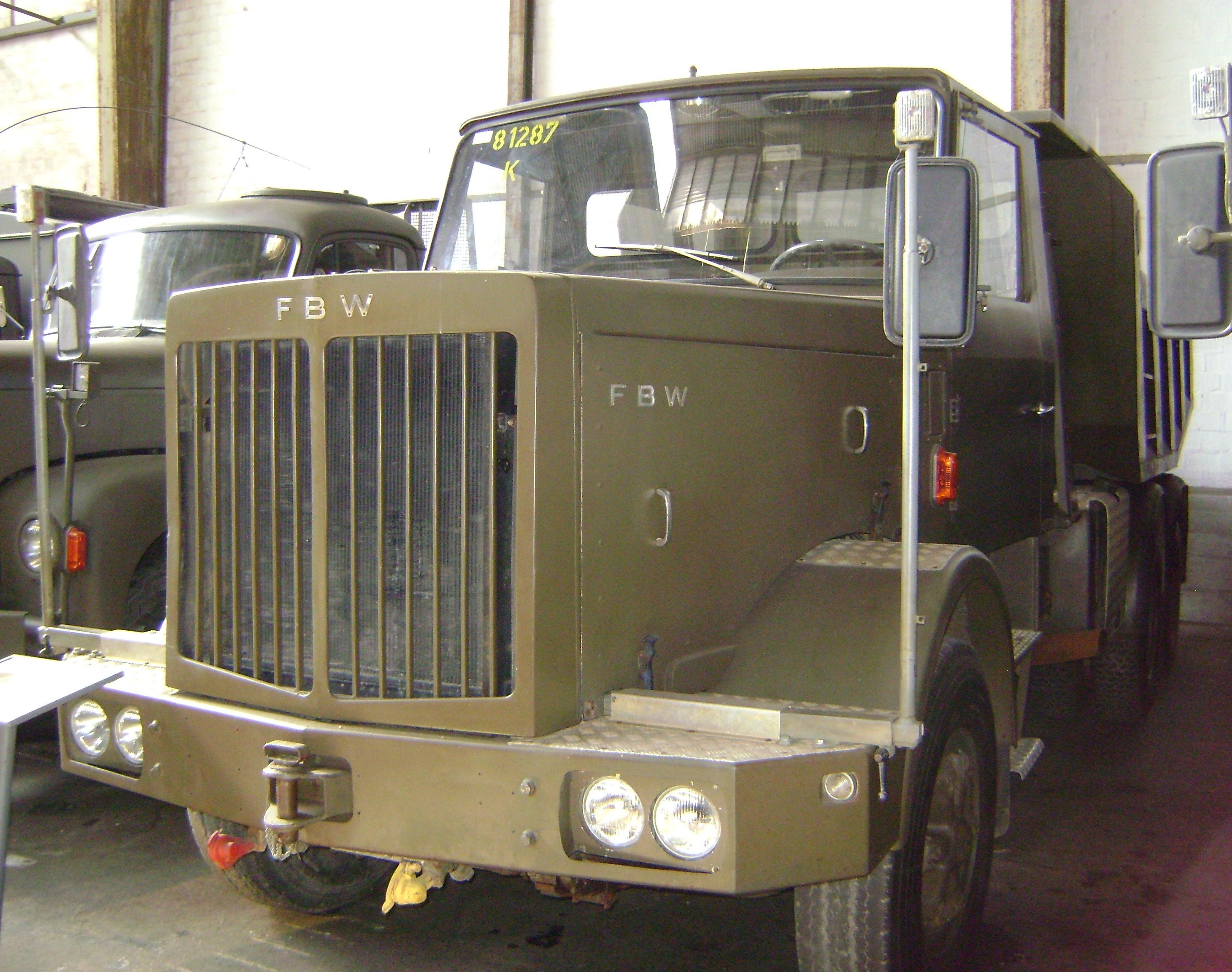
FBW Dreiachskipper Typ 80-N